# Passiflora foetida
Passiflora foetida är en passionsblomsväxtart som beskrevs av Carl von Linné. Passiflora foetida ingår i släktet passionsblommor, och familjen passionsblomsväxter.

## Underarter
Arten delas in i följande underarter:
- P. f. acapulcensis
- P. f. fluminensis
- P. f. gardneri
- P. f. glaziovii
- P. f. gossypiifolia
- P. f. hirsuta
- P. f. hispida
- P. f. maxonii
- P. f. moritziana
- P. f. muralis
- P. f. orinocensis
- P. f. polyadena
- P. f. strigosa
- P. f. tepicana

## Bildgalleri

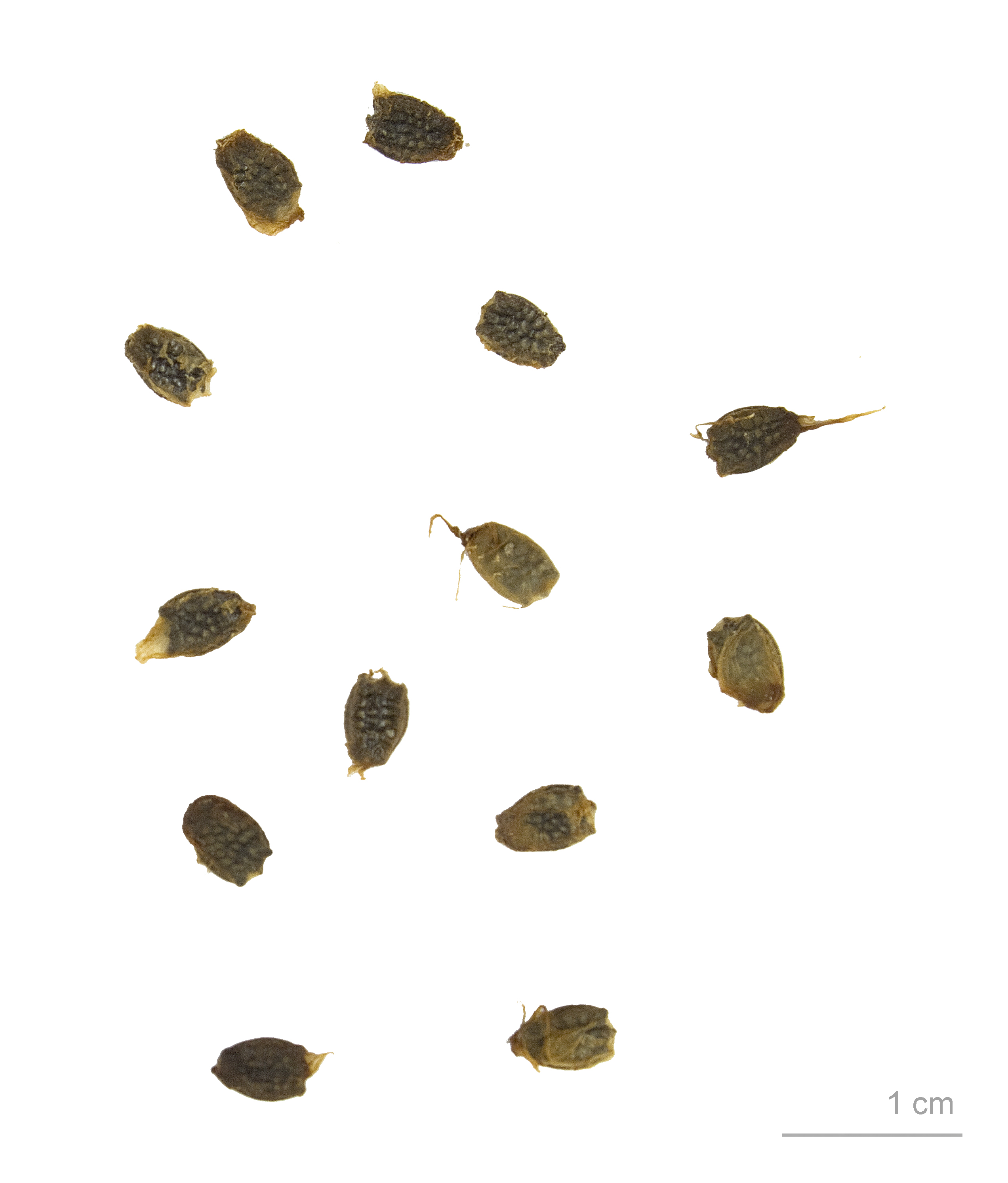
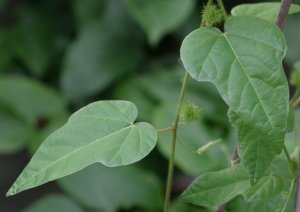
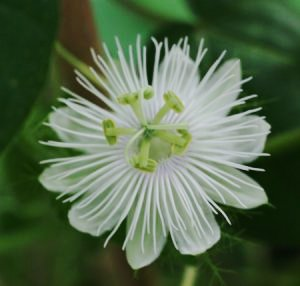
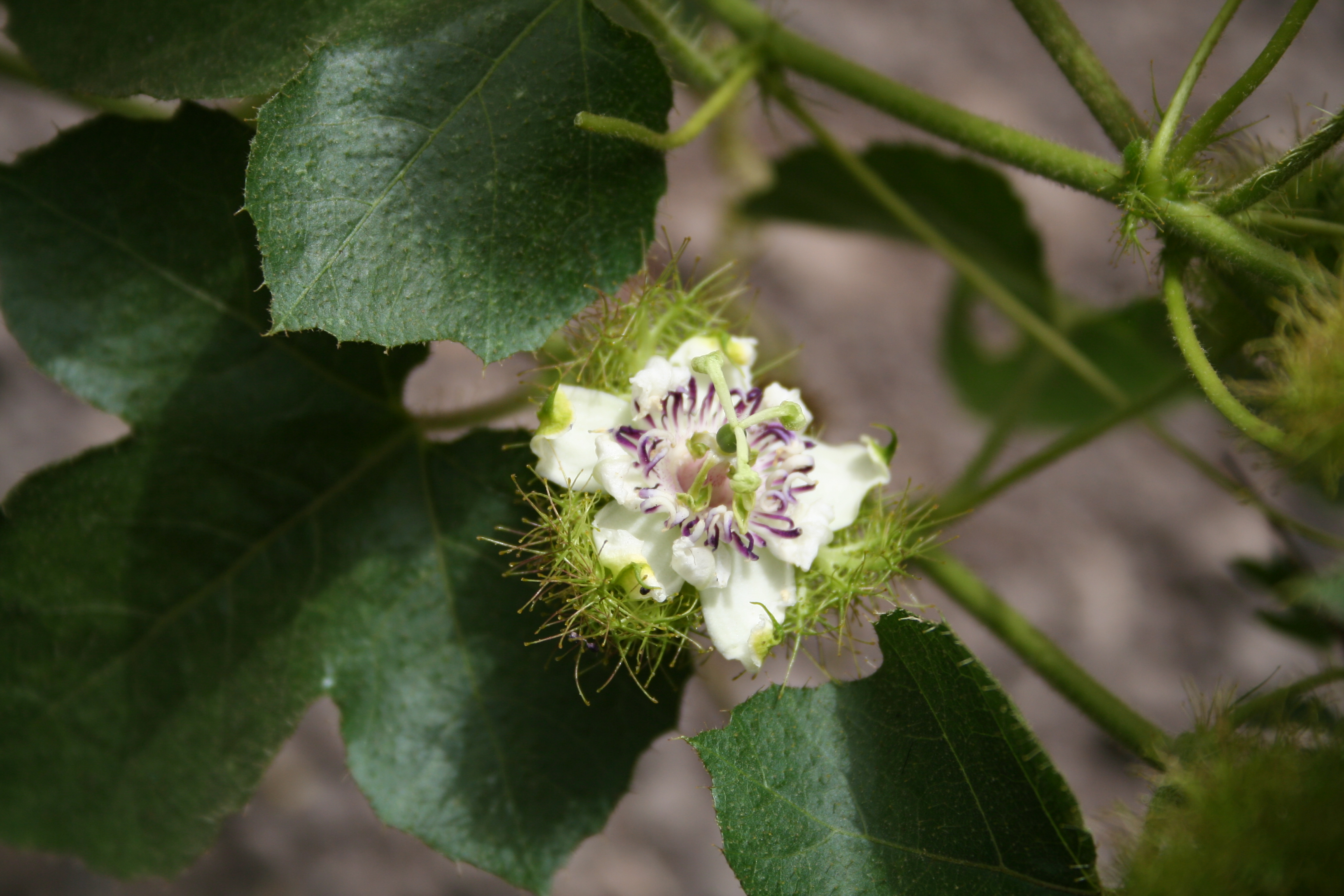
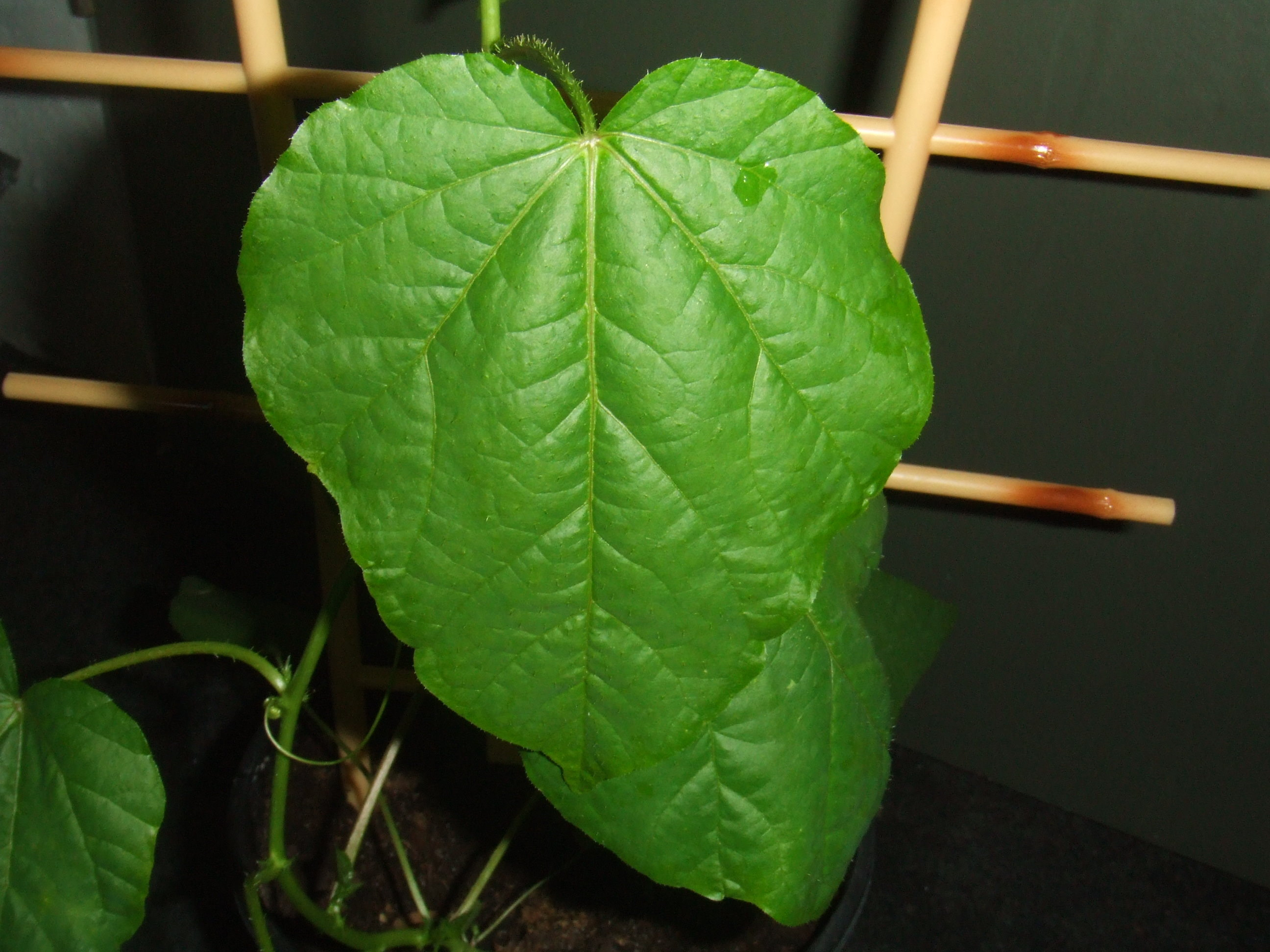
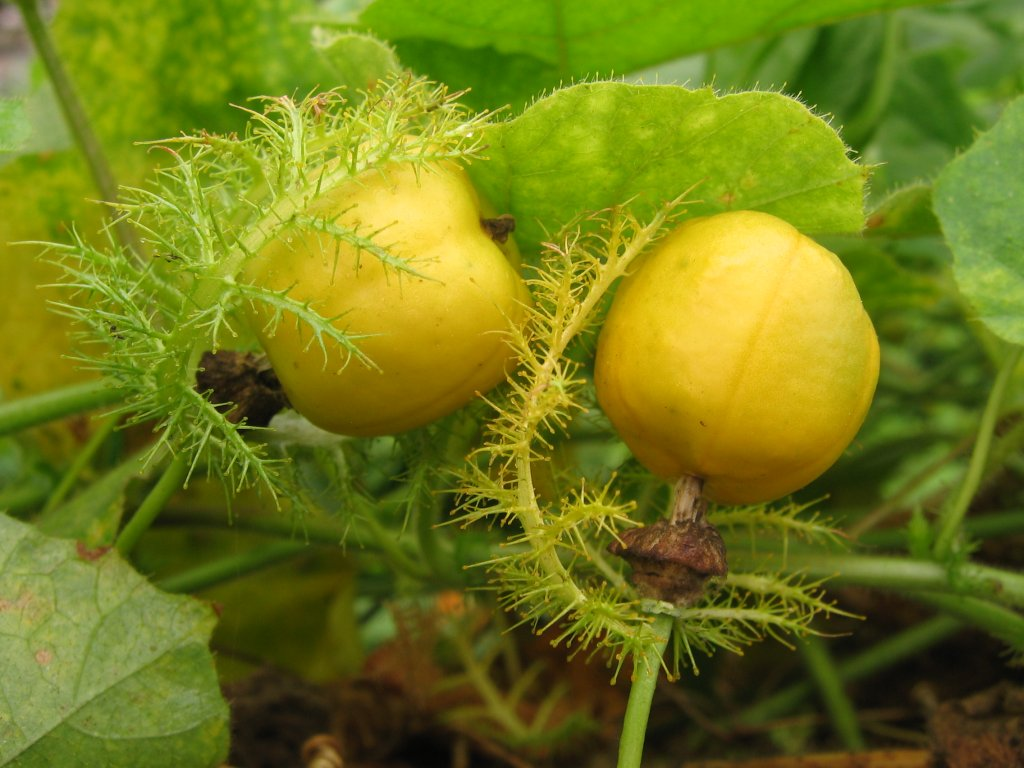